# Cerodontha superciliosa
Cerodontha superciliosa är en tvåvingeart som först beskrevs av Zetterstedt 1860.  Cerodontha superciliosa ingår i släktet Cerodontha och familjen minerarflugor. Arten är reproducerande i Sverige. Inga underarter finns listade i Catalogue of Life.